# Чёрная Река (деревня)
Чёрная Река — деревня в составе Малиновараккского сельского поселения Лоухского района Республики Карелия.

## Общие сведения
Расположена в устье реки Чёрная, при впадении в Чёрную губу Кандалакшского залива Белого моря.

## Население
| 2002 | 2009 | 2010 | 2013 |
| ---- | ---- | ---- | ---- |
| 26   | ↘9   | ↗10  | ↘9   |